# Diocèse de Maralal
Le diocèse de Maralal (en latin : Dioecesis Maralalensis) est un diocèse catholique dont le siège est à Maralal au Kenya.

## Organisation
Il est créé le 15 juin 2001, par détachement du diocèse de Marsabit (en). Il est suffragant de l'archidiocèse de Nyeri.
Son territoire recouvre celui du comté de Samburu[réf. souhaitée].

## Évêques
- depuis le 15 juin 2001 : Virgilio Pante (de)

## Sources
- L'ANNUAIRE PONTIFICAL, sur le site http://www.catholic-hierarchy.org, à la page